# Cryptolestes fractipennis
Cryptolestes fractipennis är en skalbaggsart som först beskrevs av Victor Ivanovitsch Motschulsky 1845.  Cryptolestes fractipennis ingår i släktet Cryptolestes, och familjen ritsplattbaggar. Arten är tillfälligt reproducerande i Sverige.